# Дој Мај
Дој Мај (рум. 2 Mai, Doi Mai) или Доуа Мај (рум. Două Mai) је насеље и летовалиште на обали Црног мора у општини Лиману у жупанији Констанца у Румунији. Према попису из 2021. у насељу је било 2.594 становника.

## Име
Насеље се на румунском назива 2 Mai или у преводу Други мај. Према Декрету о оснивању насеља који је потписао Михаил Когалничану 1887. године, насеље се назива Доуа Мај (рум. Două Mai), док се према Закону 9/1968 о номенклатури насеља у Социјалистичкој Републици Румунији назива Дој Мај (рум. Doi Mai). Данас у говору преовладава форма Дој Мај.
Име је добио у част 2. маја 1864. године, дана када је Александру Јоан Куза распустио законодавну скупштину Уједињених кнежевина Молдавије и Влашке како би промовисао своје реформе.

## Географија
Дој Мај је румунско летовалиште и приморско насеље. Налази се на југоистоку Румуније, на западној обали Црног мора. Смештено је између Мангалије и Ваме Веке, односно 5 километара јужно од Мангалије и 6 километара северно од Ваме Веке.

## Становништво
| 1992. | 2002. | 2011. | 2021. |
| ----- | ----- | ----- | ----- |
| 1.881 | 2.248 | 2.848 | 2.594 |

Према попису из 2021. у насељу Дој Мај је живело 2.594 становника што је за 254 мање (-8,92%) у односу на попис из 2011. када је у насељу било 2.848 становника.
Према попису из 2011. већину становништва су чинили Румуни (79,99%), а од мањина је највише било Руса-Липована (6,04%) и Татара (3,37%.
| Етнички састав према попису из 2011.‍ | Етнички састав према попису из 2011.‍ | Етнички састав према попису из 2011.‍ | Етнички састав према попису из 2011.‍ | Етнички састав према попису из 2011.‍ |
| ------------------------------------ | ------------------------------------ | ------------------------------------ | ------------------------------------ | ------------------------------------ |
|                                      |                                      |                                      |                                      |                                      |
| Румуни                               | Румуни                               |                                      | 2.278                                | 79,99%                               |
| Липовани                             | Липовани                             |                                      | 172                                  | 6,04%                                |
| Татари                               | Татари                               |                                      | 96                                   | 3,37%                                |
| Мађари                               | Мађари                               |                                      | 3                                    | 0,11%                                |
| Остали                               | Остали                               |                                      | 7                                    | 0,25%                                |
| Непознато                            | Непознато                            |                                      | 292                                  | 10,25%                               |